# Vrhovnik
Vrhovnik je priimek več znanih Slovencev:
- Andrej Vrhovnik (*1985), kostumograf
- Blaž Vrhovnik (*1981), smučarski skakalec
- Dimitrij Mlekuž Vrhovnik (*1970), arheolog, konservator
- Dunja Vrhovnik, TV voditeljica
- Franc Vrhovnik (1880–1970), gradbenik, ljubiteljski astronom, publicist
- Ivan Vrhovnik (1854–1935), duhovnik in zgodovinar
- Jure Vrhovnik, zborovodja
- Jure Vrhovnik, kolesar (=Aerošport?)
- Majda Vrhovnik (1922–1945), študentka medicine, narodna herojinja
- Martina Vrhovnik, vizažistka in plesalka
- Matjaž Vrhovnik (*1972), alpski smučar
- Miro Vrhovnik, igralec (amaterski)
- Mitja Vrhovnik-Smrekar (*1966), skladatelj
- Oto Vrhovnik (*1950), klasični saksofonist, glasbeni pedagog, aranžer
- Petra Vrhovnik (*1984), geologinja (dr.), županja Občine Poljčane
- Primož Vrhovnik, smučarski trener (prosti slog)
- Sebastjan Vrhovnik (*1978), zborovodja
- Tina Potočnik Vrhovnik (*1988), igralka
- Tone Vrhovnik Straka (*1969?), literarni komparativist/filozof, urednik RŠ, državni uradnik, publicist o psihiatriji
- Vid Vrhovnik (*1999), nordijski kombinatorec